# Lommaryds socken
Lommaryds socken i Småland ingick i Norra Vedbo härad, ingår sedan 1971 i Aneby kommun i Jönköpings län och motsvarar från 2016 Lommaryds distrikt.
Socknens areal är 120,25 kvadratkilometer, varav land 115,01. År 2000 fanns här 1 182 invånare. En del av tätorten Aneby samt kyrkbyn Lommaryd med sockenkyrkan Lommaryds kyrka ligger i denna socken. 

## Administrativ historik
Lommaryds socken har medeltida ursprung.
Vid kommunreformen 1862 övergick socknens ansvar för de kyrkliga frågorna till Lommaryds församling och för de borgerliga frågorna till Lommaryds landskommun. Denna senare inkorporerades 1952 i Hullaryds landskommun som 1967 uppgick  i Aneby landskommun som 1971 ombildades till Aneby kommun.
1 januari 2016 inrättades distriktet Lommaryd, med samma omfattning som församlingen hade 1999/2000.
Socknen har tillhört samma fögderier och domsagor som Norra Vedbo härad. De indelta soldaterna tillhörde Jönköpings regemente, Västra härads och Vista kompanier och Smålands husarregemente Livskvadronen, Livkompaniet.

## Geografi
Lommaryds socken ligger sydost om Gränna, nordväst om Aneby med Svartån och sjön Ralången i öster och sjön Noen i norr. Socknen är en till del kuperad skogsbygd som når 311 meter över havet och till del odlingsbygd.

## Fornlämningar
Här finns fem hällkistor från stenåldern, ett stort antal gravrösen, stensättningar och domarringar från bronsåldern och äldre järnåldern samt tretton järnåldersgravfält, varav två stora vid Hullaryd och Vittaryd.

## Namnet
Namnet (1300 Lomarydht) kommer från prästgården i kyrkbyn. Förleden är oklart, kan vara ett mansnamn Lome. Efterleden är ryd, 'röjning'.

### Fotnoter
1. 1 2  Svensk Uppslagsbok andra upplagan 1947–1955: Lommaryd socken
2. 1 2  Harlén, Hans; Harlén Eivy (2003). Sverige från A till Ö: geografisk-historisk uppslagsbok. Stockholm: Kommentus. Libris 9337075. ISBN 91-7345-139-8
3. ↑  Administrativ historik för Lommaryd socken (Klicka på församlingsposten). Källa: Nationella arkivdatabasen, Riksarkivet.
4. ↑  Indelta soldater, torp och rotar i Jönköpings län Arkiverad 24 januari 2012 hämtat från the Wayback Machine. Jönköpingsbygdens Genealogiska Förening
5. 1 2  Sjögren, Otto (1931). Sverige geografisk beskrivning del 2 Östergötlands, Jönköpings, Kronobergs, Kalmar och Gotlands län. Stockholm: Wahlström & Widstrand. Libris 9939
6. 1 2 3  Nationalencyklopedin
7. ↑  Fornlämningar, Statens historiska museum: Lommaryds socken
8. ↑  Fornminnesregistret, Riksantikvarieämbetet: Lommaryds socken Fornminnen i socknen erhålls på kartan genom att skriva in sockennamn (utan "socken") i "Ange geografiskt område"
9. ↑  Mats Wahlberg, red (2003). Svenskt ortnamnslexikon. Uppsala: Institutet för språk och folkminnen. Libris 8998039. ISBN 91-7229-020-X. https://isof.diva-portal.org/smash/get/diva2:1175717/FULLTEXT02.pdf